# Lauchringen
Lauchringen è un comune tedesco di 8 034 abitanti,, situato nel land del Baden-Württemberg.